# Tom Robbins
Thomas Eugene "Tom" Robbins, född 22 juli 1932 i Blowing Rock, North Carolina, död 9 februari 2025 i La Conner i Skagit County, Washington, var en amerikansk författare. Robbins skrev flera romaner med surrealistiska teman. Hans kultförklarade roman Even Cowgirls Get the Blues (1976, svensk titel Cowgirl blues) blev filmatiserad 1993 i regi av Gus Van Sant, med bland andra Uma Thurman.

### Romaner
- Another Roadside Attraction (1971)
- Even Cowgirls Get the Blues (1976)
- Still Life with Woodpecker (1980)
- Jitterbug Perfume (1984)
- Skinny Legs and All (1990)
- Half Asleep in Frog Pajamas (1994)
- Fierce Invalids Home from Hot Climates (2000)
- Villa Incognito (2003)

## Svenska översättningar
- Cowgirl blues (Even Cowgirls Get the Blues) (översättning Thomas Preis, Norstedt, 1981)
- Stilleben med hackspett (Still Life with Woodpecker) (översättning Per Holmer, Norstedt, 1982)